# HD 206399
HD 206399，又名CP-71 2632，SAO 257955、HR 8286，是一颗恒星，视星等为6.01，位于銀經320.64，銀緯-39.09，其B1900.0坐标为赤經21h 36m 36.8s，赤緯-71° -39.09′ 58″。